# Aiolomorphus rhopaloides
Aiolomorphus rhopaloides är en stekelart som beskrevs av Walker 1871. Aiolomorphus rhopaloides ingår i släktet Aiolomorphus och familjen kragglanssteklar. Inga underarter finns listade i Catalogue of Life.